# Paul Quinsac
François Paul Auguste Quinsac, noto semplicemente come Paul Quinsac (Bordeaux, 20 marzo 1858 – Bordeaux, 1929), è stato un pittore francese.
Noto con il soprannome di "pittore dell'eleganza bordolese" fu un pittore specializzato nei soggetti allegorici e mitologici, nei ritratti e nei paesaggi.

## Biografia

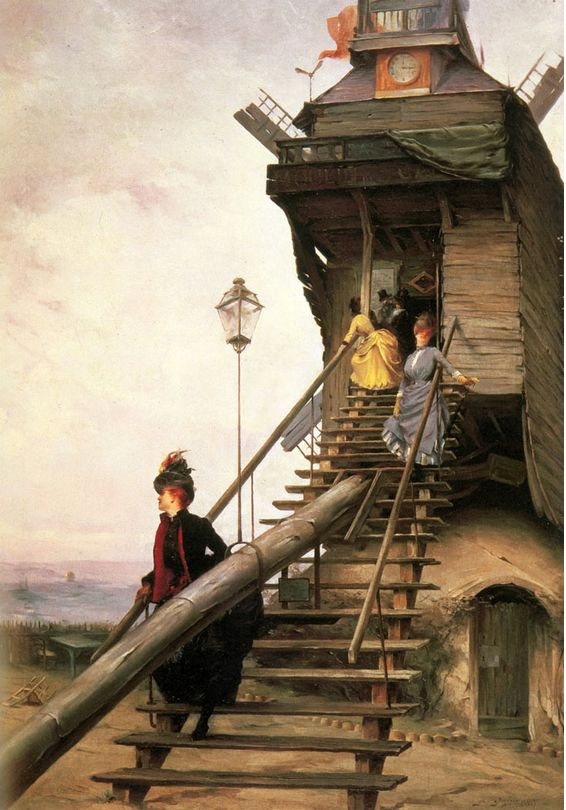
Le Moulin de La Galette, 1887 circa

François Paul Auguste Quinsac nacque il 20 marzo del 1858 al numero 45 della rue Saint-James a Bordeaux. Suo padre, che era un accademico, si occupò della sua istruzione. All'età di sedici anni, cominciò a lavorare nel commercio e nel 1878 partì per Parigi, dove entrò nello studio di Henri Herz, un costruttore di pianoforti. Entrò nella scuola di belle arti parigina e fu uno studente di Jean-Léon Gérôme.
A partire dal 1880, espose con regolarità al Salone degli artisti francesi, del quale divenne un membro nel 1887. Ricevette una menzione onorevole alla mostra del 1884 con un'Arlesiana. Nel 1886 espose un Bagno. Godette di una menzione alla mostra del 1887 per Le Moulin de la Galette e ottenne una medaglia di terza classe a quella del 1889. Nel 1895, inoltre, espose un dipinto a tema giapponese che potrebbe raffigurare la dea solare Amaterasu.
Tra il 1886 e il 1890, Paul Quinsac realizzò dei disegni per illustrare il Courrier français, un quotidiano illustrato. Nel 1889 egli ricevette una borsa di studio per effettuare un viaggio e ricevette una medaglia di bronzo all'esposizione universale del 1889 (mentre all'esposizione universale del 1900 avrebbe ricevuto una menzione onorevole). Nel 1901 Quinsac divenne un professore di pittura e di disegno presso la scuola di belle arti di Bordeaux. Nel 1906 gestì la prima mostra bordelese, chiamata "l’Atelier", che raggruppava soprattutto gli artisti locali che difendevano ardentemente lo stile accademico.
Paul Quinsac realizzò molte decorazioni per gli interni di varie istituzioni bordolesi: per la biblioteca di Henri Bordes per la quale realizzò L'apoteosi di Gutenberg nel 1894 (che poi venne reinstallata sul soffitto della sala per i fumatori del Grand Théâtre), per il castello Bourann, la prefettura e la Cassa di Risparmio. Da pubblicitario di talento, realizzò molti manifesti, tra i quali quello molto famoso di un olio di fegato di merluzzo del bordolese Gaston Monnier con questo slogan imperativo: "Prendetene, Dio lo ordina!" (Prenez-en! Dieu l'ordonne!). Il 12 novembre del 1908 venne nominato cavaliere della Legione d'onore. Nel 1925 venne ricevuto all'accademia nazionale delle scienze, della letteratura e delle arti di Bordeaux. Si spense intorno al 15 maggio nel 1929, nella sua città natale.

## Opere nelle collezioni pubbliche
- Bordeaux, museo di belle arti:

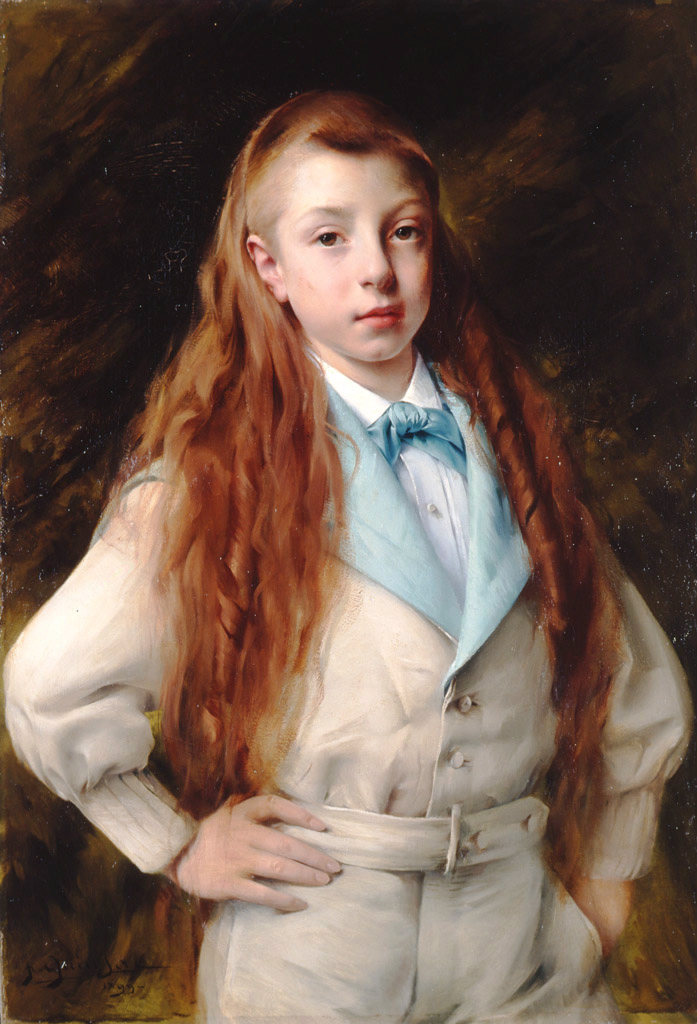
Ritratto di Jean Rigaud, 1899

  - Ritratto di Édouard Bonie, seconda metà del XIX secolo;[12]
  - Ritratto di Madame Gardère, seconda metà del XIX secolo;[13]
  - La Fontaine de jouvence, 1888;[14]
  - Ritratto di Madame Seigne, 1892[15]
  - Diana, 1894;[16]
  - Ritratto di Jean Rigaud, 1899[17]
  - Ritratto di Madame Rigaud, 1899[18]
  - Jeune fille au chapeau de paille, 1899;[19]
- Marsiglia, museo di belle arti:
  - La Tentation, 1889;[20]
  - La Tentation de saint Antoine.

## Galleria d'immagini
Lista parziale di opere dell'artista conservate nelle collezioni private.

### Allegorie

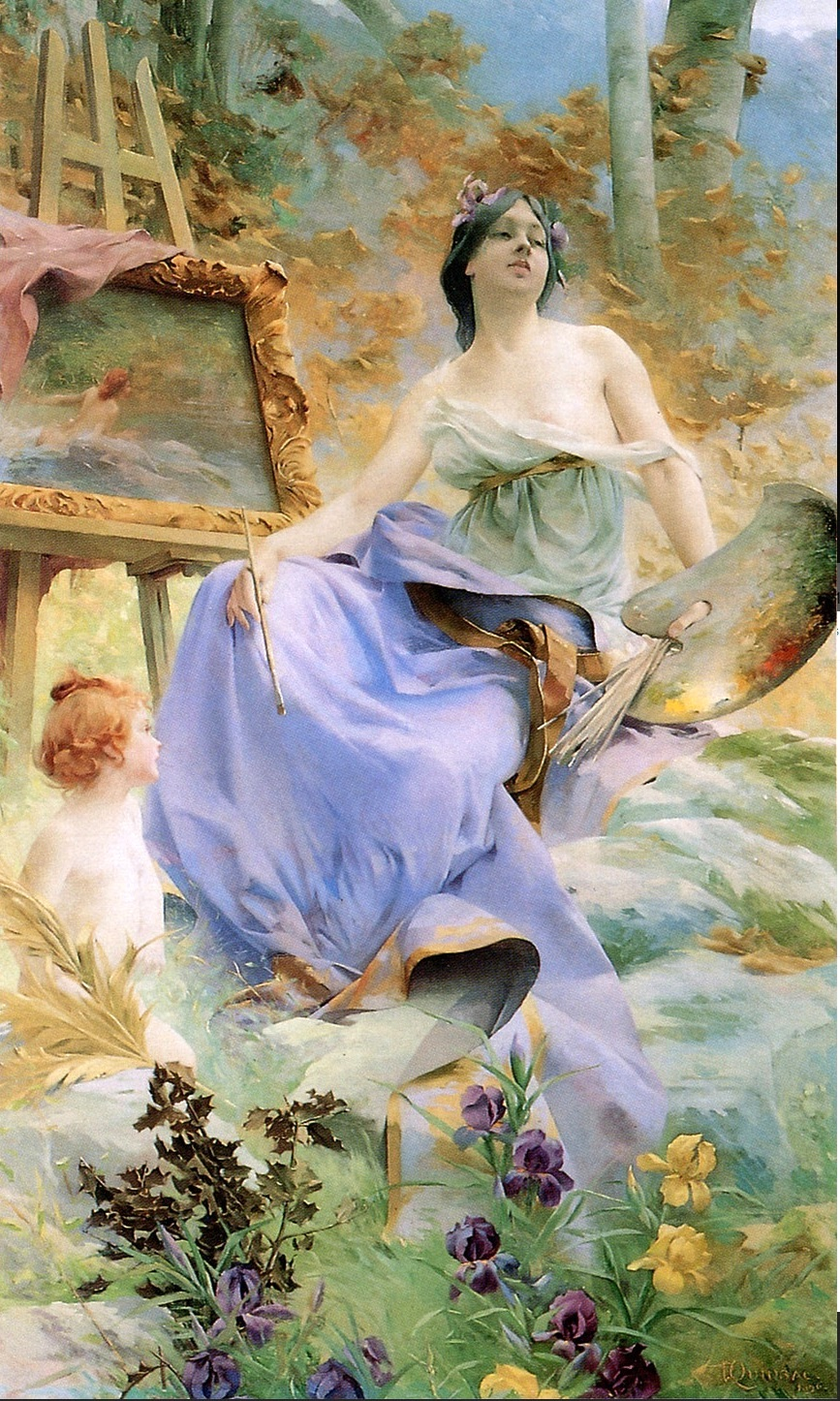
La pittura, 1889
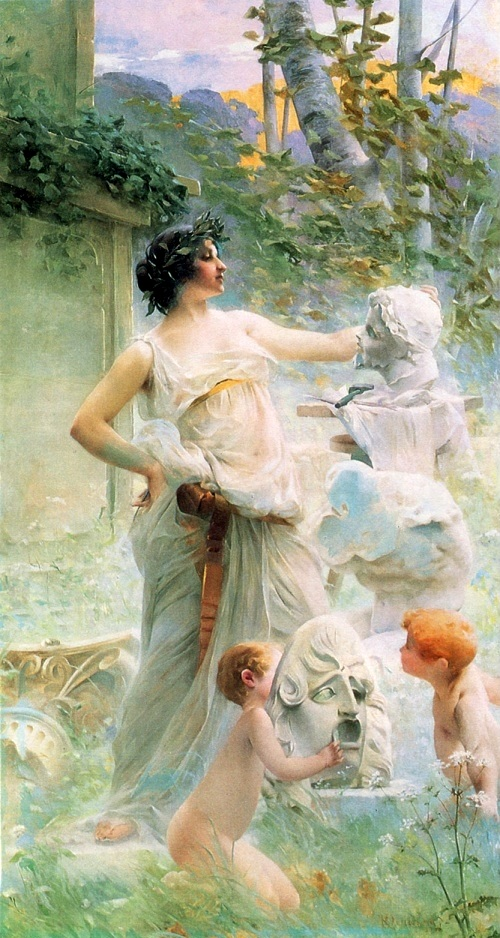
La scultura, 1889
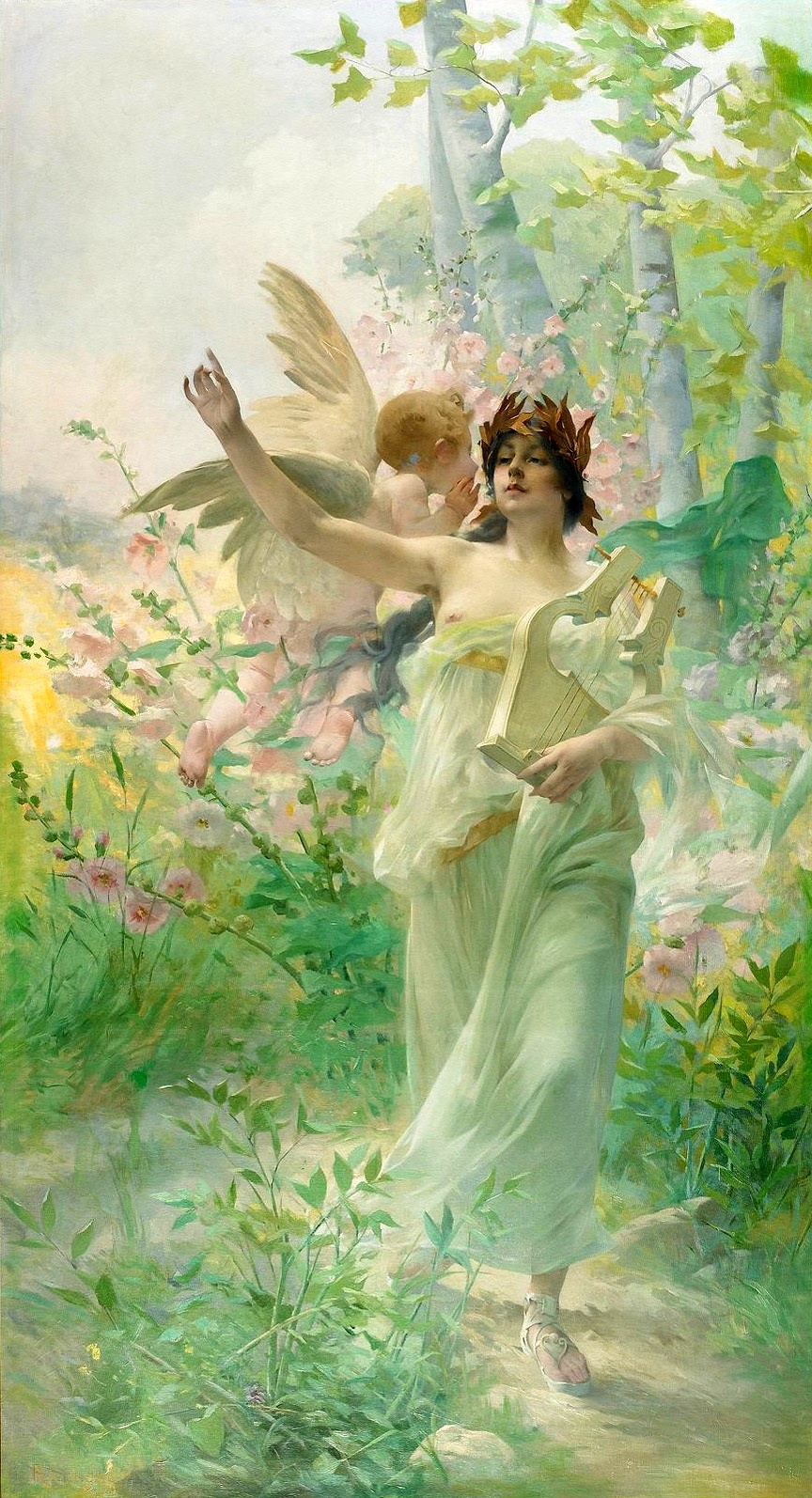
La musica, 1890 circa
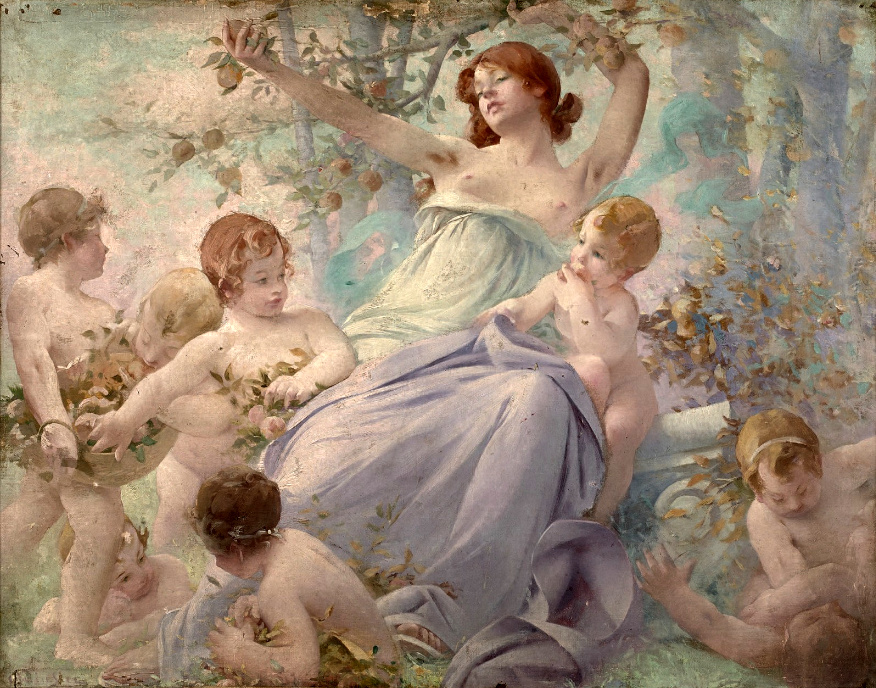
Allegoria dell'estate, 1890 circa
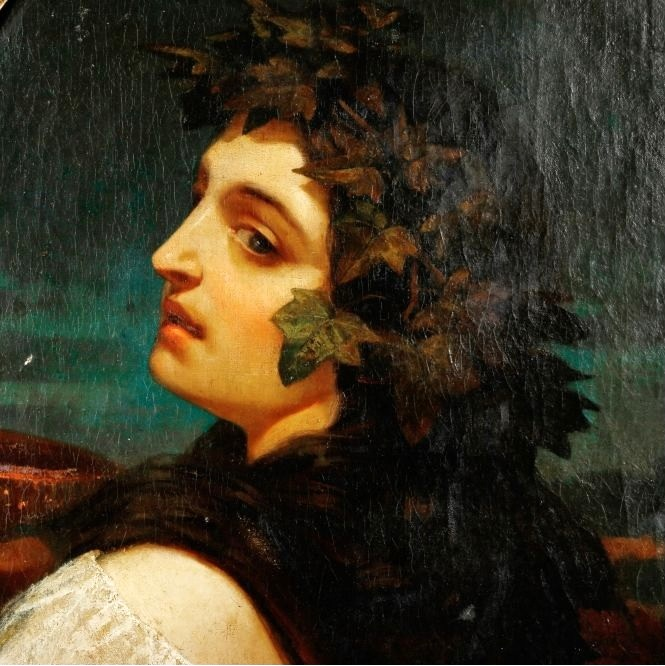
Allegoria dell'autunno, 1890 circa

### Nudi

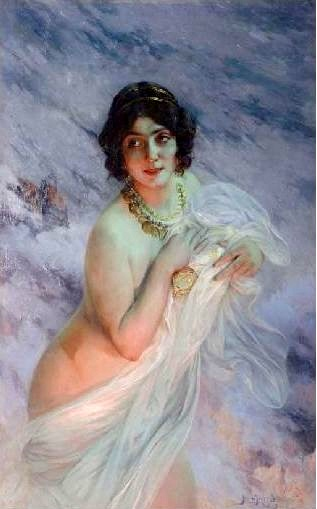
Il vaso di Pandora, 1888
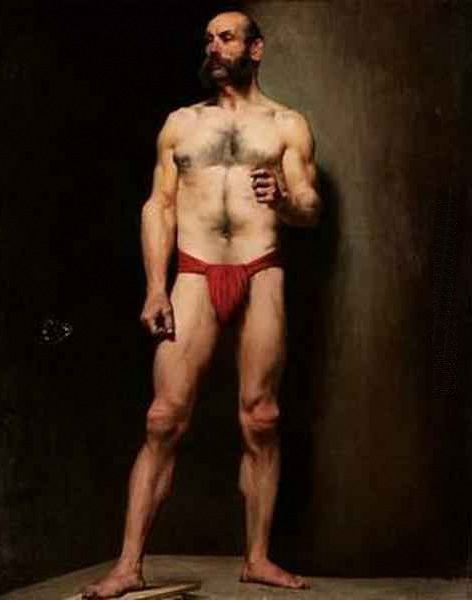
Nudo virile, 1900 circa
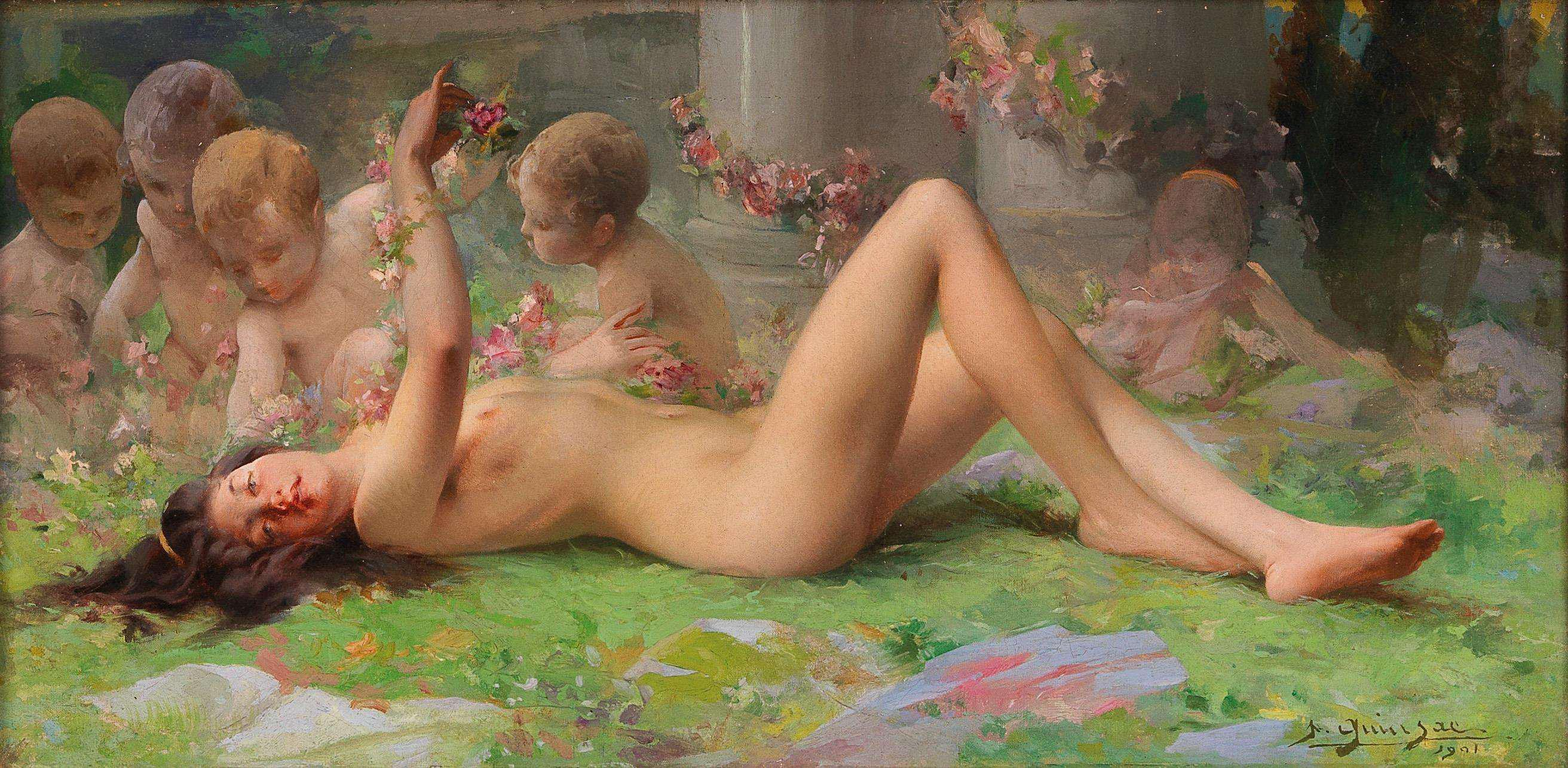
Nu avec putti, 1901

### Ritratti

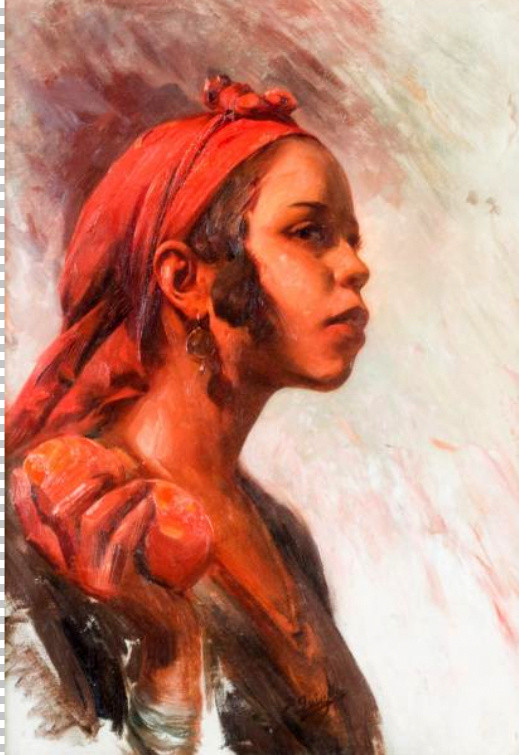
Bédouine aux oranges
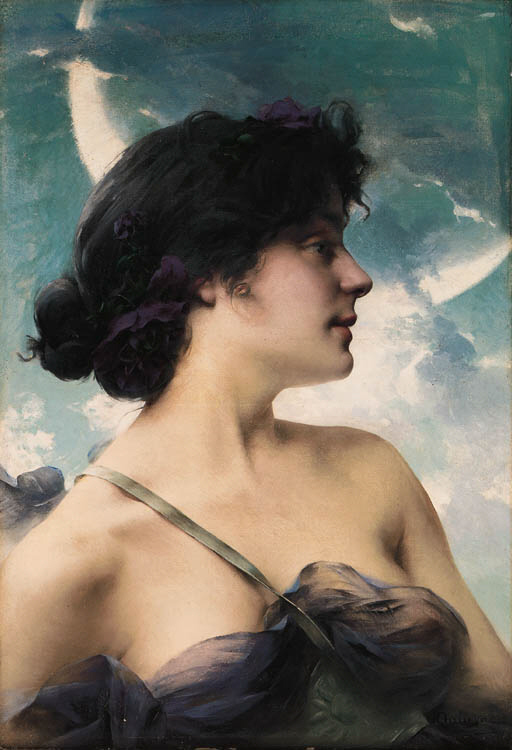
Beauté en violette
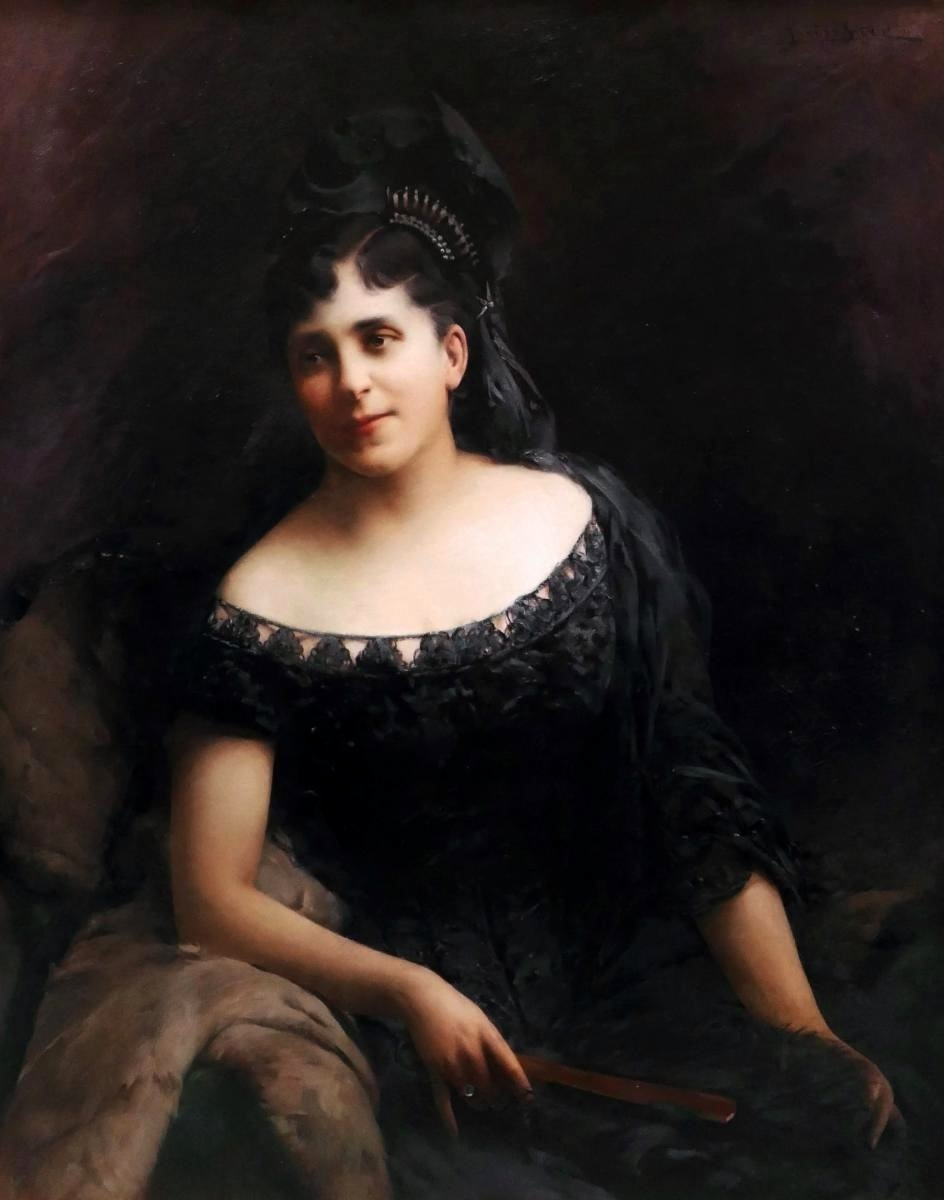
Donna con abito nero, 1895 circa